# Ćulije
Ćulije (en serbe cyrillique : Ћулије) est un village de Serbie situé dans la municipalité de Tutin, district de Raška. Au recensement de 2011, il comptait 63 habitants.

## Démographie
| 1948 | 1953 | 1961 | 1971 | 1981 | 1991 | 2002 | 2011 |
| ---- | ---- | ---- | ---- | ---- | ---- | ---- | ---- |
| 107  | 117  | 131  | 137  | 93   | 95   | 76   | 63   |

|  |